# ۱۰۱۵ (خورشیدی)
۱۰۱۵ هزار و پانزدهمین سال هجری خورشیدی است.